# Pakeha protecta
Pakeha protecta là một loài nhện trong họ Amaurobiidae.
Loài này thuộc chi Pakeha. Pakeha protecta được miêu tả năm 1973 bởi Raymond Robert Forster & Wilton.